# 冀中1941年夏季战役
冀中1941年夏季战役，中国亦称冀中1941年出击战役，是中国抗日战争中中日双方发生的战役。冀中军区部队作战100余次。